# گمینا خمیلنو
گمینا خمیلنو (به لهستانی:  Gmina Chmielno) یک گمینا در لهستان است که در شهرستان کارتوزه واقع شده‌است. گمینا خمیلنو ۷۹٫۱۸ کیلومتر مربع مساحت و ۶٬۴۹۱ نفر جمعیت دارد.